# بيل كولينز (منافس ألعاب قوى)
بيل كولينز (بالإنجليزية: Bill Collins)‏ هو منافس ألعاب قوى أمريكي، ولد في 20 نوفمبر 1950 في ماونت فيرنون في الولايات المتحدة.